# Australiens Grand Prix 2017
Australiens Grand Prix 2017, officiellt 2017 Formula 1 Rolex Australian Grand Prix, var ett Formel 1-lopp som kördes 26 mars 2017 på Albert Park Circuit i Melbourne i Australien. Loppet var det första av sammanlagt tjugo deltävlingar ingående i Formel 1-säsongen 2017 och kördes över 57 varv.
Loppet skulle ha körts 58 varv men kortades till 57 varv. Under formationsvarvet fick Daniel Ricciardo ett fel på sin bil och fick åka in i depågaraget. Då en lucka uppstod i startfältet efter det ställde sig vissa bilar i fel startruta och ytterligare ett formationsvarv fick läggas till.

## Resultat

### Kval
| Pos.                    | Nr | Förare             | Konstruktör               | Kvaltider | Kvaltider | Kvaltider | Start- grid |
| Pos.                    | Nr | Förare             | Konstruktör               | Q1        | Q2        | Q3        | Start- grid |
| ----------------------- | -- | ------------------ | ------------------------- | --------- | --------- | --------- | ----------- |
| 1                       | 44 | Lewis Hamilton     | Mercedes                  | 1.24,191  | 1.23,251  | 1.22,188  | 1           |
| 2                       | 5  | Sebastian Vettel   | Ferrari                   | 1.25,510  | 1.23,401  | 1.22,456  | 2           |
| 3                       | 77 | Valtteri Bottas    | Mercedes                  | 1.24,514  | 1.23,215  | 1.22,481  | 3           |
| 4                       | 7  | Kimi Räikkönen     | Ferrari                   | 1.24,352  | 1.23,376  | 1.23,033  | 4           |
| 5                       | 33 | Max Verstappen     | Red Bull Racing-TAG Heuer | 1.24,482  | 1.24,092  | 1.23,485  | 5           |
| 6                       | 8  | Romain Grosjean    | Haas-Ferrari              | 1.25,419  | 1.24,718  | 1.24,074  | 6           |
| 7                       | 19 | Felipe Massa       | Williams-Mercedes         | 1.25,099  | 1.24,597  | 1.24,443  | 7           |
| 8                       | 55 | Carlos Sainz, Jr.  | Toro Rosso-Renault        | 1.25,542  | 1.24,997  | 1.24,487  | 8           |
| 9                       | 26 | Daniil Kvyat       | Toro Rosso-Renault        | 1.25,970  | 1.24,864  | 1.24,512  | 9           |
| 10                      | 3  | Daniel Ricciardo   | Red Bull Racing-TAG Heuer | 1.25,383  | 1.23,989  | Ingen tid | 15          |
| 11                      | 11 | Sergio Pérez       | Force India-Mercedes      | 1.25,064  | 1.25,081  |           | 10          |
| 12                      | 27 | Nico Hülkenberg    | Renault                   | 1.24,975  | 1.25,091  |           | 11          |
| 13                      | 14 | Fernando Alonso    | McLaren-Honda             | 1.25,872  | 1.25,425  |           | 12          |
| 14                      | 31 | Esteban Ocon       | Force India-Mercedes      | 1.26,009  | 1.25,568  |           | 13          |
| 15                      | 9  | Marcus Ericsson    | Sauber-Ferrari            | 1.26,236  | 1.26,465  |           | 14          |
| 16                      | 36 | Antonio Giovinazzi | Sauber-Ferrari            | 1.26,419  |           |           | 16          |
| 17                      | 20 | Kevin Magnussen    | Haas-Ferrari              | 1.26,847  |           |           | 17          |
| 18                      | 2  | Stoffel Vandoorne  | McLaren-Honda             | 1.26,858  |           |           | 18          |
| 19                      | 18 | Lance Stroll       | Williams-Mercedes         | 1.27,143  |           |           | 20          |
| 20                      | 30 | Jolyon Palmer      | Renault                   | 1.28,244  |           |           | 19          |
| 107 %-gränsen: 1.30,084 |    |                    |                           |           |           |           |             |
| Källor:                 |    |                    |                           |           |           |           |             |

### Lopp
| Pos.    | Nr | Förare             | Konstruktör               | Varv | Tid/Bröt      | Grid | Poäng |
| ------- | -- | ------------------ | ------------------------- | ---- | ------------- | ---- | ----- |
| 1       | 5  | Sebastian Vettel   | Ferrari                   | 57   | 1:24.11,672   | 2    | 25    |
| 2       | 44 | Lewis Hamilton     | Mercedes                  | 57   | +9,975        | 1    | 18    |
| 3       | 77 | Valtteri Bottas    | Mercedes                  | 57   | +11,250       | 3    | 15    |
| 4       | 7  | Kimi Räikkönen     | Ferrari                   | 57   | +22,393       | 4    | 12    |
| 5       | 33 | Max Verstappen     | Red Bull Racing-TAG Heuer | 57   | +28,827       | 5    | 10    |
| 6       | 19 | Felipe Massa       | Williams-Mercedes         | 57   | +1.23,386     | 7    | 8     |
| 7       | 11 | Sergio Pérez       | Force India-Mercedes      | 56   | +1 varv       | 10   | 6     |
| 8       | 55 | Carlos Sainz Jr.   | Toro Rosso-Renault        | 56   | +1 varv       | 8    | 4     |
| 9       | 26 | Daniil Kvyat       | Toro Rosso-Renault        | 56   | +1 varv       | 9    | 2     |
| 10      | 31 | Esteban Ocon       | Force India-Mercedes      | 56   | +1 varv       | 13   | 1     |
| 11      | 27 | Nico Hülkenberg    | Renault                   | 56   | +1 varv       | 11   |       |
| 12      | 36 | Antonio Giovinazzi | Sauber-Ferrari            | 55   | +2 varv       | 16   |       |
| 13      | 2  | Stoffel Vandoorne  | McLaren-Honda             | 55   | +2 varv       | 18   |       |
| Bröt    | 14 | Fernando Alonso    | McLaren-Honda             | 50   | Trasigt golv  | 12   |       |
| Bröt    | 20 | Kevin Magnussen    | Haas-Ferrari              | 46   | Upphängning   | 17   |       |
| Bröt    | 18 | Lance Stroll       | Williams-Mercedes         | 40   | Bromsar       | 20   |       |
| Bröt    | 3  | Daniel Ricciardo   | Red Bull Racing-TAG Heuer | 25   | Bränsletank   | Depå |       |
| Bröt    | 9  | Marcus Ericsson    | Sauber-Ferrari            | 21   | Hydraulik     | 14   |       |
| Bröt    | 30 | Jolyon Palmer      | Renault                   | 15   | Bromsar       | 19   |       |
| Bröt    | 8  | Romain Grosjean    | Haas-Ferrari              | 13   | Vattenläckage | 6    |       |
| Källor: |    |                    |                           |      |               |      |       |